# 14111 Кімамос
14111 Кімамос (14111 Kimamos) — астероїд головного поясу, відкритий 17 серпня 1998 року.
Тіссеранів параметр щодо Юпітера — 3,573.